# Pompeo Landulfo
Pompeo Landulfo (Naples, v.1515 - Naples, 1590 est  un peintre italien de l'école napolitaine actif au XVIe siècle surtout dans sa ville natale.

## Biographie
Pompeo Landulfo était l'élève et le gendre de Giovanni Bernardo Lama.

## Œuvres
- Vierge avec l'Enfant Jésus dans les nuages entouré par des anges, retable, église de San Matteo, Naples.
- Sainte Famille avec les saints François Catherine et Lucie, église de la Pietà, Naples.
- Vierge du Rosaire, retable, église de la Pietà de Turchini.
- Épiphanie, église San Pietro ad Aram.

## Sources
- (en) Cet article est partiellement ou en totalité issu de l’article de Wikipédia en anglais intitulé « Pompeo Landulfo » (voir la liste des auteurs).